# Hedo Türkoğlu
Hedo Türkoğlu, właśc. Hidayet Türkoğlu (ur. 19 marca 1979 w Gaziosmanpaşa, przedmieście Stambułu) – turecki koszykarz zawodowy, grający na pozycji skrzydłowego, wicemistrz świata (2010) oraz NBA (2009).
W Turcji grał w znanym klubie Efes Pilsen Stambuł. Wybrany z 16. numerem w drafcie 2000 przez Sacramento Kings, grał tam przez trzy lata. Po pierwszym sezonie został wybrany do drugiej piątki debiutantów. Przed sezonem 2003/04 został wytransferowany do San Antonio Spurs, gdzie grał przez jeden sezon. W 2004 r. trafił do Orlando Magic. W 2008 r. został wybrany zawodnikiem, który dokonał największych postępów w minionym sezonie. W sezonie 2008/09 doszedł z tą drużyną do Finałów NBA, gdzie zostali pokonani przez Los Angeles Lakers po pięciu meczach 1-4. W czerwcu 2009 nie przedłużył kontraktu z Orlando Magic. W sezonie 2009/2010 reprezentował barwy Toronto Raptors, gdzie przeszedł w ramach wymiany na zasadzie sign and trade. W lipcu 2010 roku został wytransferowany do Phoenix Suns w zamian za Leandro Barbosę i Dwyane'a Jonesa. W grudniu 2010 roku wrócił do Orlando Magic (wraz z Jasonem Richardsonem) w wymianie za Vince’a Cartera, Marcina Gortata i Mickaela Pietrusa. 13 lutego 2013 roku został zawieszony na 20 spotkań za stosowanie sterydów anabolicznych. 3 stycznia 2014 r. Orlando Magic rozwiązali z nim kontrakt, a 16 stycznia tego samego roku zakontraktowała go drużyna Los Angeles Clippers.
Z reprezentacją Turcji zdobył srebrny medal Mistrzostw Europy 2001. Na Mistrzostwach Świata 2010 wraz z reprezentacją zdobył srebrny medal, przegrywając w finale ze Stanami Zjednoczonymi.

## Osiągnięcia

### NBA
- Finalista NBA (2009)[16]
- Zdobywca nagrody dla zawodnika, który poczynił największy postęp - NBA Most Improved Player Award (2008)[17]
- Wybrany do II składu debiutantów NBA (2001)[18]
- Lider play-off w skuteczności rzutów:
  - za 3 punkty (2001)[19]
  - wolnych (2001 - wspólnie z Damonem Stoudamirem, Allanem Houstonem, Seanem Elliottem)[20]

### Reprezentacja
- Wicemistrz:
  - świata (2010)
  - Europy (2001)
- Zaliczony do I składu najlepszych zawodników:
  - Eurobasketu (2001)
  - mistrzostw świata (2010)
- Uczestnik mistrzostw:
  - Europy:
    - 1999, 2001, 2003, 2005, 2007, 2009, 2011, 2013[21]
    - U–22 (1998)[21]

  - świata:
    - 2002, 2010[21]
    - U–22 (1997)[21]
- Lider Eurobasketu U-18 w przechwytach (1996)

### Inne
- Lider ligi tureckiej w skuteczności rzutów za 3 punkty (2000)